# 成均館大學生國會議事堂塗鴉事件
成均館大學生國會議事堂塗鴉事件（韓語：성균관대 학생 국회의사당 기둥 낙서 사건）是指發生在2014年10月26日凌晨，倆名成均館大學學生文某和金某為完成教授佈置的期末作業而潛入國會議事堂，並用顏料在建築的柱子上塗鴉：「나 니들 시러」（譯：我討厭你們）的事件。國會防護科職員隨後在CCTV錄像中發現倆人作為，並隨後告警拘捕。
法庭對該倆名學生做出坐7個月監或繳納300萬韓元罰款的決定。